# Studentendenkmal (Marienburg)

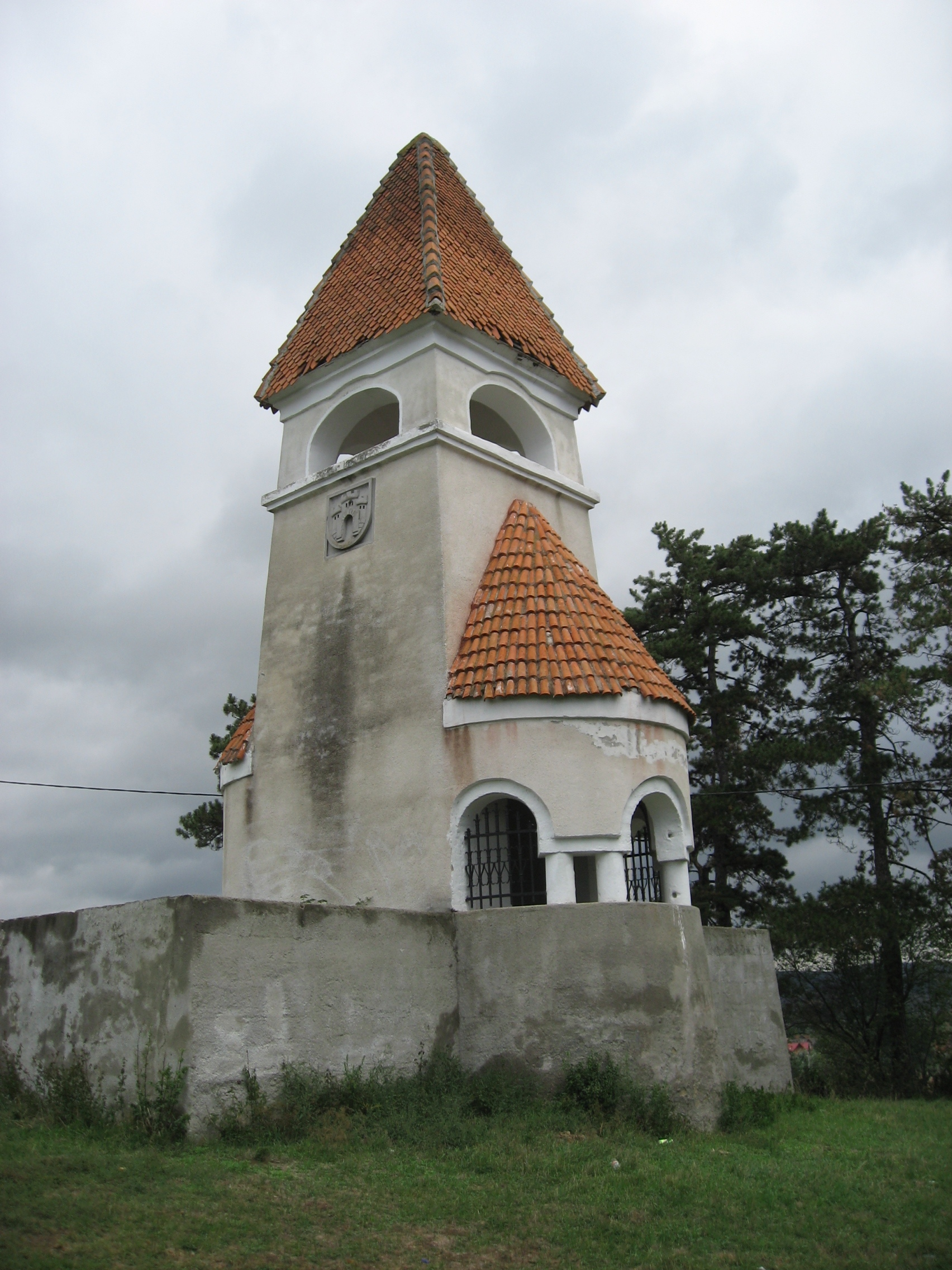
Sog. Studentendenkmal im Burzenland

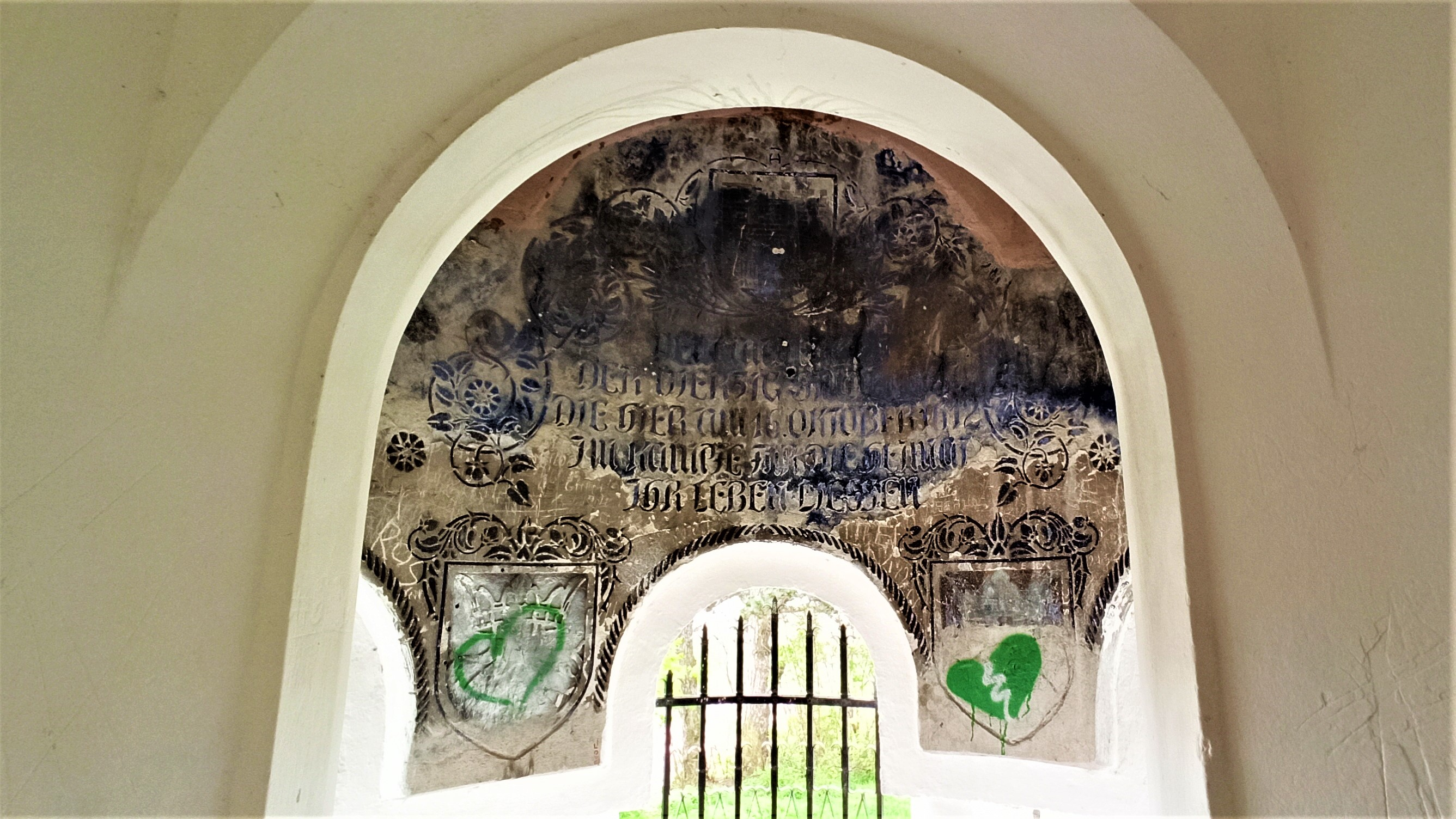
Inschrift im Inneren

Ein Denkmal der 1612 gefallenen sächsischen Studenten (rumänisch Monumentul studenților sași din Feldioara) befindet sich in  Marienburg in Rumänien. Es ist denkmalgeschützt unter der Nummer BV-IV-m-A-11919.

## Geschichte und Charakteristika
Das Denkmal wurde zwischen 1912 und 1913 am südwestlichen Rand des Dorfes Marienburg errichtet. Es sollte zur Erinnerung an 39 siebenbürgisch-sächsische Schüler des Honterus-Gymnasiums von Kronstadt stehen, die am 16. Oktober 1612 beim Kampf gegen die Truppen des Fürsten Gabriel Báthory den Tod fanden. Ihr Anführer, der auch fiel, war der Kronstädter Stadtrichter Michael Weiß. Östlich befindet sich das Wappen von Marienburg (Burg mit offenen Toren), an der westlichen Seite das von Kronstadt (Krone und Stamm mit Wurzeln eines Baumes).
Innen befindet sich folgender Text: Dem Andenken der vierzig Studenten, die hier am 16. Oktober 1612 im Kampfe für die Heimat ihr Leben ließen.
Die Anregung zum Denkmalbau kam von den Turnvereinen aus Kronstadt und Marienburg. Spenden wurden dann im ganzen Burzenland gesammelt. Geplant hat den Komplex der Schäßburger Architekt Friedrich Balthes, dem eine Art Gedächtniskirchlein vorschwebte. Erbauer war schließlich Peter Gräf aus Heldsdorf. Noch heute finden dort Gedenkfeiern statt.